# Галапагос (национальный парк)
Гала́пагос (исп. Parque National Galápagos) — национальный парк на территории Галапагосских островов, управляемый Институтом национальных парков (исп. Institución Parque Nacional) Эквадора.
Он был создан в соответствии с распоряжением правительства Эквадора № 17 4 июля 1959 года в честь столетия со дня опубликования «Происхождения видов» Чарльза Дарвина, который на основании наблюдений во время своего пребывания на Галапагосских островах выдвинул теорию эволюции путём естественного отбора. В 1959 году правительство Эквадора выделило 97 % площади суши Галапагосских островов для образования первого национального парка страны. Остальные 3 % были распределены между населёнными районами островов Санта-Крус, Сан-Кристобаль, Флореана и Исабела. В 1971 году Институт национальных парков назначил первого руководителя парка и 8 служащих, работавших на острове Санта-Крус. В 1974 году был создан план управления парком, а число служащих возросло до 43 человек. В 1979 году ЮНЕСКО объявил Галапагосские острова объектом Всемирного наследия, назначив управление парка ответственным за сохранение и охрану природы островов. В 1986 году был создан Галапагосский морской заповедник, а Национальный парк вошел во Всемирную сеть биосферных заповедников со своей уникальной научной и образовательной базой.
Уникальная флора Галапагосских островов включает 500 видов эндемичных видов сосудистых растений, мхов и водорослей. На островах обитает более 45 эндемичных видов птиц, 42 вида пресмыкающихся, 15 видов млекопитающих и 79 видов рыб.
Природа Галапагосских островов остаётся хорошо сохранившейся, во многим благодаря строгим правилам национального парка. Эти правила устанавливаются службой национального парка, а их выполнение обеспечивается штатом служащих парка.
- Запрещается собирать и даже передвигать с места на место (раковины, кости и куски древесины) растения, животных или их остатки, и другие природные объекты.
- На острова запрещается завозить любые живые существа, как и перевозить их с острова на остров.
- На острова запрещается завозить любые продукты питания.
- Запрещается трогать животных.
- Запрещается кормить животных. Это может быть опасным как для туристов, так и для социального поведения самих животных и их привычек.
- Запрещается пугать животных в местах их гнездования или отдыха.
- Разрешается ночевать исключительно в пределах обозначенных участков.
- Запрещается оставлять любой мусор на островах или выбрасывать его лодку.
- Запрещается переворачивать камни.
- Запрещается покупать сувениры или объекты, сделанные из растений или животных островов.
- Запрещается посещать острова без сопровождения официального гида.
- Разрешается посещать только обозначенные районы островов.
- Следует проявлять подобающее отношение для сохранения природных ресурсов.

Кроме того, на остров запрещается заходить любым коммерческим судам и судам вместимостью более 90 пассажиров. Суда вместимостью от 30 до 90 пассажиров должны иметь предварительное разрешение.
Ещё одной категорией посетителей являются добровольцы, работающие на островах. Однако, для такого посещения необходимо заранее подавать прошение и получить разрешение службы парка.